# Miranda!
Miranda! es un dúo musical argentino de pop compuesto por los cantantes Alejandro Sergi y Juliana Gattas. Fue formado en julio de 2001 y su nombre es un homenaje al actor argentino Osvaldo Miranda. Durante su trayectoria han editado trece álbumes de estudio y seis álbumes en vivo. 
Han recibido diversos premios, entre los que se encuentran: Los Premios MTV Latinoamérica, MTV Europe Music Awards, Premios Carlos Gardel, 40 Principales y Premios Konex.

## Historia

### Inicios (2001-2003)
Antes de Miranda!, Gori Leva, Alejandro Sergi y Juliana Gattas formaron un trío llamado «Los 3 Lirios», en alusión a la flor que le gustaba a Gattas. En este grupo, Leva y Sergi cumplían el papel de programadores y Gattas el de cantante, reversionando temas de jazz en estilo electrónico. Para sus presentaciones, que se realizaban en Cemento, Alejandro Sergi decidió componer una canción propia llamada «Imán», y al tocarla en vivo vieron que las reacciones fueron positivas. Leandro Fuentes, conocido como «Lolo», era una de las personas del público; al quedar fascinado con su presentación, decidió encarar a Leva  para formar un cuarteto.
Miranda! debutó en los escenarios en julio de 2001, formado por sus cuatro fundadores e integrantes, presentaban una demo de cuatro canciones que luego fueron incluidas en su primer álbum. Poco más adelante, se les uniría en el rol de programador Bruno de Vincenti. Luego de una primera temporada recorriendo el circuito under en la que se presentaron en recitales de propuestas independientes y fiestas electrónicas, Miranda! consiguió el 3° puesto en el rubro "Revelación 2002" de la encuesta anual de la revista Rolling Stone y fue uno de los candidatos al Premio Clarín 2002, del rubro "Espectáculo", en la categoría "Música rock revelación". Otra de las condecoraciones que consiguió en ese año fue que el vocalista y guitarrista de Soda Stereo, Gustavo Cerati, votó a la canción «Imán» como la mejor del año en la encuesta del Suplemento Sí! de Clarín.
En noviembre de 2002 lanzaron su primer álbum titulado Es mentira, producido por Bruno de Vincenti en su estudio Acum23. El mismo fue editado por el sello independiente Secsy Discos, con colaboración del canal televisivo Locomotion, en donde se exhibieron y difundieron los primeros cortes de difusión, como los videos musicales de «Bailarina», «Imán», «Tu juego» y «Agua». Sus glamorosas, melodramáticas y concurridas presentaciones, los ubicaron como el grupo más destacado de la escena indie-electrónica porteña, recibiendo el apodo de "el monstruo del under". A fin de ese mismo año, Osvaldo Miranda conoció al conjunto en cuestión en un encuentro en el Festival "Patas Arriba", en un bar de la Capital Argentina.
En mayo de 2003, Nicolás Grimaldi («Monoto»), se incorporó al grupo destacándose en el bajo. Por otro lado, luego de sus primeras apariciones en MTV, ofrecieron su primer concierto en un teatro, algo que sin duda marcaría una etapa decisiva en la carrera musical de sus integrantes. Fue en el ND/Ateneo de la ciudad de Buenos Aires, donde ocho horas antes de la presentación se agotaron las 600 localidades de la sala. En esa velada se presentó como invitado Gustavo Cerati, que interpretó junto al grupo la canción «Tu cicatriz en mí» (remixado por Miranda!), y la canción «Tu juego».

### Éxito internacional (2004-2006)

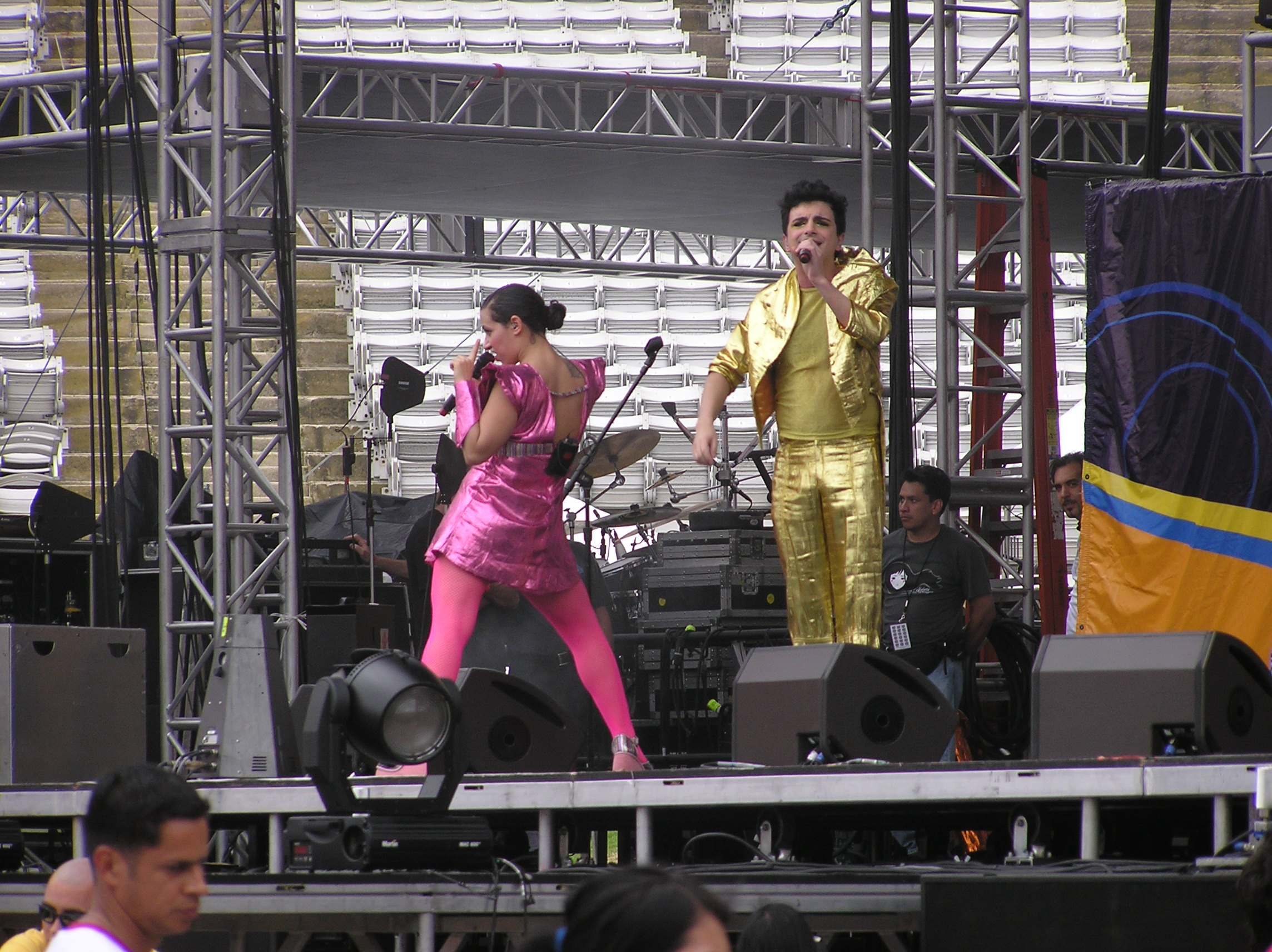
Miranda en Los Ángeles en 2006.

En 2004, y con su último vídeo rodado, «Agua», lanzaron su segundo álbum titulado Sin restricciones. Este fue producido por Eduardo Schmidt y Pablo Romero, integrantes de Árbol. Entre sus canciones más importantes cabe destacar a «Yo te diré», «Navidad» y, el éxito más grande del grupo musical, «Don». En esta última, la frase «Es un solo... Es la guitarra de Lolo», se convirtió en furor en todo el continente americano. El álbum fue editado por el sello Secsy Discos con colaboración de Locomotion, mezclado en los estudios Panda en Buenos Aires y masterizado en Los Ángeles, Estados Unidos, por Tom Baker. Fue lanzado y presentado el 21 de septiembre en el ND/Ateneo, y debido a la gran venta de entradas, debieron agregar una función más para ese mismo día.
Finalizando el año, el grupo repitió su suerte siendo nominado por segunda vez para los premios "MTV Video Music Awards Latinoamérica", pero esta vez en la categoría "Mejor banda alternativa de la región". En diciembre, firman con el sello Pelo Music.
En 2005, luego de la difusión mediática por Iberoamérica, realizan un concierto en el teatro Gran Rex de Buenos Aires, presentación que fue grabada para editarla en un DVD que salió meses más tarde bajo el nombre En vivo sin restricciones!, que incluía la mayoría de sus canciones más una canción que nunca fue grabada en estudio, pero que formó parte de sus presentaciones en vivo durante sus primeros años, llamado «Salgamos». En el mes de septiembre telonearon a Moby en Santiago de Chile. En 2005 también se presentaron en Paraguay para el Pilsen Rock frente a más de 45 mil personas, junto a los grupos 2 Minutos y Attaque 77, aunque solo interpretaron 3 canciones.
En enero de 2006 la banda es convocada para asistir al clásico festival anual de música Cosquín Rock, junto a artistas como: Skay Beilinson (guitarrista del grupo Patricio Rey y sus Redonditos de Ricota), Las Pelotas, La mancha de Rolando, entre otros. Durante ese periodo, la propuesta de la banda es mostrada a más países latinoamericanos, entre ellos Perú y Puerto Rico. En febrero, alcanzan uno de los puntos más altos de su carrera, al lograr ser reconocidos con la totalidad de los premios en el Festival de Viña del Mar (Antorcha de Plata, Antorcha de Oro y Gaviota de Plata).
Durante la entrega de los Premios Martín Fierro 2006, fiesta anual dedicada a destacar los mejores programas de la televisión argentina, realizaron una presentación con repertorio de canciones de antiguas telenovelas argentinas como homenaje a las mismas. Las canciones, durante la actuación, fueron reversionadas al estilo de la banda. De ahí surgió la idea de realizar un EP con estas mismas canciones, el cual se llamaría Quereme!. El primer corte fue «Quereme!... Tengo frío», canción interpretada originalmente por Marilina Ross, que pertenecía a la cortina musical de la telenovela Piel naranja que brilló durante la década de 1970. Durante el mismo año, la banda visita la ciudad de La Paz en Bolivia, con motivo del festival Urban Fest, compartiendo escenario con La Mosca Tsé-Tsé, otra banda de origen argentino.

### Rumbo a los diez años (2007-2009)
El 3 de febrero de 2007, Miranda! se presentó por segunda vez con Pimpinela, en un recital de entrada gratuita. Para demostrar la unidad entre ambas agrupaciones, durante ese recital decidieron llamarse "Pimpiranda!". No todo lo ocurrido en esa presentación fue alegría, ya que por motivo de diferencias artísticas, esa sería la última vez donde Bruno de Vincenti compartiría un concierto con Miranda!.
Luego de su alejamiento, y paralelo a la presentación de Miranda! con Fangoria en su gira de España, la banda lanzó su tercer disco de estudio, titulado El disco de tu corazón. El mismo tuvo un muy buen recibimiento en cuanto a ventas, gracias a su primer corte de difusión: «Prisionero». Además, tuvieron bastante influencia en el público las canciones «Hola», «Perfecta», «Amanece junto a mí», entre otras. Este nuevo trabajo discográfico contó con la colaboración de artistas como Julieta Venegas (en la canción «Perfecta»,), y de Fangoria (en «Vete de aquí»).
A finales de 2007, y ya habiendo lanzado su segundo video musical del disco, deciden publicar El disco de tu corazón + vivo, el cual incluía dos CD: el primero sería el original grabado en estudio, y el segundo, incluiría las doce canciones que interpretaron el 9 y 10 de agosto, de ese mismo año, en el teatro Gran Rex, acompañado con las versiones remezcladas de «Perfecta» (con la voz de Juliana Gattas en lugar de la de Julieta Venegas) y «Prisionero», más los videoclips de «Prisionero», «Hola» (que sería canción de entrada de la telenovela argentina Lalola) y «Perfecta». Conforme pasaba el año, Miranda! continuó realizando presentaciones en el complejo bailable Niceto Club hasta terminado el año.
Luego del video musical de la canción «Enamorada», en marzo de 2008, volvieron a Paraguay para presentarse en la fiesta "Labbat Blue", donde compartieron espacio esta vez, con un grupo de la misma línea musical, DIVA.
El 25 de julio de 2008 lanzan su primer álbum recopilatorio, El templo del pop (CD+DVD). El nuevo material discográfico estaba compuesto por un CD compilado que reunía los más grandes éxitos de la banda, así como también dos nuevas canciones: «Chicas» y «Mi propia vida», más «Mirandamix», un remix a cargo de DJ Deró. El DVD estaba compuesto de diecisiete videoclips realizados por la agrupación a lo largo de su carrera.
A mitad de ese mismo año, se presentaron en un festival caritativo conocido como Un sol para los chicos en el teatro Luna Park, siendo estos la atracción principal de la noche.
Su público no pudo evitar impacientarse al enterarse del nuevo corte de difusión lanzado en junio de 2009, llamado «Mentía», que pertenece al nuevo álbum que la banda lanzaría en agosto del mismo año, llamado Es imposible!. En noviembre, lanzaron en medios televisivos e Internet el vídeo de «Lo que siento por ti», segundo sencillo de Es imposible!. En diciembre del mismo año, lanzan Miranda Directo!, un CD+DVD que recogía imágenes de lo que fue la presentación de la banda en el Teatro Gran Rex el día 2 de octubre de 2009.

### Década de 2010: más éxitos, televisión, cambios en la formación
En junio de 2010, saldría el video oficial de «Tu misterioso  alguien», tercer sencillo del mencionado álbum. En noviembre de ese mismo año, en su cuenta de Facebook estrenaron su nuevo sencillo «Ritmo y decepción», que estaría incluido en el álbum que lanzarían al año siguiente.
En junio de 2011, coincidiendo con su décimo aniversario, el grupo reveló el nombre de su siguiente álbum: Magistral, que inmediatamente sería promocionado con el segundo corte de difusión titulado «Ya lo sabía». En 2012 siguieron estrenando otros sencillos con sus correspondientes videoclips de las canciones «Dice lo que siente» y «Puro talento».
En ese mismo año Juliana Gattas y Ale Sergi formaron parte del jurado del programa de Telefe La voz argentina. También el vocalista formó un grupo alterno junto a Marcelo Moura, lanzando un disco de estudio nuevo llamado Choque.
El 19 de diciembre de 2013 lanzaron su nuevo sencillo «Extraño» en sus redes sociales. En el mismo año Ale Sergi fue jurado del programa de Telefe Tu cara me suena. También, ponen música a la película argentina Caídos del mapa, con la canción «Gran amistad».
El 22 de enero de 2014 se confirmó que el guitarrista Leandro «Lolo» Fuentes no formaría más parte de la banda; esta noticia no paralizó a la banda, ya que siguieron haciendo su nuevo disco titulado Safari. Los sencillos más populares han sido las canciones «Fantasmas» y «Extraño». En paralelo, Lolo preparaba su carrera musical para lanzarse como solista.
El 24 de enero de 2015 participan en la undécima versión del festival Personal Fest junto a Coti Sorokin, Iceberg del Sur, Illya Kuryaki & The Valderramas, Maxi Trusso y Cirse. El mismo año Ale Sergi y Juliana Gattas son llamados para ser jurados en Elegidos (La música en tus manos) de la cadena Telefe. Ale Sergi en conjunto con Cachorro López, Julieta Venegas y Didi Gutman forma otro grupo alterno a Miranda! llamado Meteoros.
En 2016 lanzan otro álbum en vivo compuesto por dos CD más un DVD, que incluyen una versión del tema «Amor amarillo» de Gustavo Cerati, «I love it» de Icona Pop y colaboraciones con Los Tipitos. El álbum lleva el nombre de Miranda! Vivo. También se publica el segundo compilado llamado El templo del pop 2. En 11 de noviembre del mismo año, se estrenó el videoclip del que sería el primer adelanto de su próximo disco, la canción «743».
El 5 de octubre de 2016, Ale Sergi presentó otro grupo alterno a Miranda! denominado Satélite 23, el cual está conformado por él, Diego Poso y Gabriel Lucena. También cuenta con la participación en vivo de Bambi Moreno Charpentier (exbajista de Tan Biónica). Su primer sencillo fue «Aprender a olvidar», que contó con las colaboraciones de Dread Mar-I y Gillespi respectivamente.
Sus últimos álbumes Es Imposible!, Magistral y Safari, han sido ganadores de los Premios Gardel en la categoría "Mejor álbum grupo pop".
A principios de 2017 lanzan una canción correspondiente a la cortina de la telenovela Quiero vivir a tu lado, que se estrena en eltrece. Esta canción también sería otro adelanto de su próximo disco.
El 3 de marzo de 2017, la banda confirma la desvinculación (después de casi 15 años), de Nicolás «Monoto» Grimaldi, histórico bajista del grupo desde su salto a la fama. Siendo este uno de los últimos miembros oficiales de la banda. A partir de su salida, el grupo se presentaría como un dúo. 
El 21 de abril de 2017 publicaron un nuevo álbum de estudio titulado Fuerte, producido por Cachorro López y Alejandro Sergi, siendo este el primer material discográfico lanzado bajo el sello Sony Music. En el álbum contaron con la participación especial de Natalia Oreiro en el tema «Tu hombre», de Jesús Navarro (cantante de Reik) en el tema «Enero» y de Carlos Sadness en «Cálido y rojo», cuya participación solo salió publicada junto al sencillo que acompaña al videoclip. Además cuenta con la participación de Cachorro López en composición y bajos de varias canciones. En noviembre del mismo año, realizaron una gira por España después de 10 años, siendo su primera gira en solitario en dicho país.
El 22 de agosto de 2018, lanzaron un nuevo sencillo con su correspondiente videoclip, titulado «Lejos de vos». El 19 de octubre lanzaron su segundo sencillo del año, llamado «La colisión». Ambos sencillos lanzados en ese año no formaron parte de ningún disco de estudio.

### Década de 2020
El 1 de mayo de 2020, Miranda! lanza su nuevo sencillo «Casi feliz», como parte de la promoción de la miniserie homónima de Netflix. El vídeo correspondiente fue grabado de manera seccionada en casa de los dos solistas y con material grabado por ellos mismos debido a la pandemia del COVID-19.
El 6 de mayo de 2021, salió a la venta Souvenir, el 8.º disco de estudio de Miranda!, el cual tuvo 6 adelantos en 2 años, antes del lanzamiento del disco.
El 10 de diciembre de 2021 participaron en el sencillo «Respirar» del cantante Uri de mano de Montevideo Music Group.
El 4 de marzo de 2022, se estrenó su nuevo sencillo «El arte de recuperarte», mientras se prepara la grabación de lo que será el próximo disco de estudio.
El 14 de junio de 2022 colaboraron en el sencillo «Papeles» del artista argentino Oscu.
El 25 de agosto de 2022 lanzaron un nuevo sencillo titulado «Dos» junto al rapero argentino Dillom.
El 3 de noviembre de 2022, cuando cumplió 18 años de publicada la canción «Don», lanzaron una nueva versión colaborando con el artista Ca7riel. Este fue el primer adelanto de Hotel Miranda!, donde la banda se unirá a exponentes de la nueva generación y grandes ídolos de la canción popular. Miranda! eligió de su incontable cantidad hits, 12 para reversionar junto a una gran variedad de artistas y productores. En enero lanzaron una nueva versión de la canción «Yo Te Diré», colaborando con la artista Lali. El 25 de febrero lanzaron una nueva versión de la canción «Uno los dos», colaborando con la artista Emilia Mernes. El 7 de diciembre del 2022, lanzaron la nueva versión de «Navidad», junto con el grupo Bandalos Chinos. El 20 de marzo del 2023 reversionaron «Prisionero», junto al artista Cristian Castro, y  el 18 de abril reversionaron «Perfecta», junto a María Becerra y FMK.
Finalmente, el álbum Hotel Miranda! fue lanzado el 19 de abril de 2023. En su salida, no se incluyeron los tracks: "Traición", junto a Juan Ingaramo y Emmanuel Horvilleur (lanzado el 9 de mayo) y "Tu misterioso alguien" con Andrés Calamaro (publicado el 29 de mayo).
Este álbum transita una gira por toda Latinoamérica y España. En Argentina, la banda realizó 3 funciones en el Teatro Gran Rex durante el mes de abril y 2 estadio Luna Park en octubre.
El día 26 de junio de 2023, la banda de pop argentino anunció un show en el Estadio de Ferrocarril Oeste para el 7 de diciembre, marcando así un momento histórico para todos sus fanáticos. En noviembre del 2024 estrenaron "Como amigos", canción junto a Ana Mena. 
En 2025 anunciaron su primer concierto en un estadio chileno, San Carlos de Apoquindo, también conocido como Claro Arena por razones comerciales.

## Formación

### Integrantes actuales
- Alejandro Sergi: Voz, guitarra y programaciones (2001-presente).
- Juliana Gattas: Voz (2001-presente).

### Integrantes anteriores
- Bruno De Vincenti: Programaciones (2001 - 2007).
- Leandro «Lolo» Fuentes: Guitarra y coros (2001 - 2014).
- Nicolás «Monoto» Grimaldi: Bajo (2003 - 2017).

### Integrantes actuales de apoyo en vivo
- Gabriel Lucena: Guitarra rítmica (2009 - 2017, 2022 - presente), guitarra acústica, teclados, sintetizadores, programaciones (2010 - 2017), bajo eléctrico (2017 - presente), guitarra solista (2022 - presente) y coros (2010 - presente).
- Ludovica Morell: Batería (2010 - presente).

### Integrantes anteriores de apoyo en vivo
- Sebastián «Yoku» Rimoldi: Teclados (2006 - 2010); programaciones (2007 - 2010).
- Dany Ávila: Batería (2009 - 2010).
- Anuk Sforza: Guitarra solista (2014 - 2022) y guitarra rítmica (2017 - 2022).

## Discografía

### Álbumes de estudio
- Es mentira (2002)
- Sin restricciones (2004)
- El disco de tu corazón (2007)
- Miranda es imposible! (2009)
- Magistral (2011)
- Safari (2014)
- Fuerte (2017)
- Souvenir (2021)
- Hotel Miranda! (2023)
- Nuevo Hotel Miranda! (2025)

### Álbumes en vivo
- En Vivo Sin Restricciones (2005)
- Miranda Directo! (2009)
- Luna magistral (2012)
- Miranda! Vivo (2015)
- El Disco de Tu Corazón - Vivo (2016)
- Es Mentira Vivo (2017)

### EP
- Quereme! Tributo a las Telenovelas (2006)
- Precoz (2019)

### Álbumes recopilatorios
- El Templo Del Pop (2008)
- El Templo Del Pop, Vol. 2 (2016)
- Greatest Feats (2018)
- The History 2002-2007 (2018)

## Premios y nominaciones
Artículo principal: Premios y nominaciones de Miranda!
| Año  | Premiación                    | Categoría                         | Trabajo                          | Resultado |
| ---- | ----------------------------- | --------------------------------- | -------------------------------- | --------- |
| 2003 | Premios MTV                   | Mejor artista independiente       | Miranda!                         | Nominado  |
| 2003 | Premios MTV                   | Mejor artista nuevo — Argentina   | Miranda!                         | Nominado  |
| 2004 | Premios MTV                   | Mejor artista alternativo         | Miranda!                         | Nominado  |
| 2005 | Premios MTV                   | Artista del año                   | Miranda!                         | Nominado  |
| 2005 | Premios MTV                   | Video del año                     | "Don"                            | Nominado  |
| 2005 | Premios MTV                   | Mejor grupo o dúo                 | Miranda!                         | Nominado  |
| 2005 | Premios MTV                   | Mejor artista alternativo         | Miranda!                         | Ganador   |
| 2005 | Premios MTV                   | Mejor artista — sur               | Miranda!                         | Ganador   |
| 2006 | Premios MTV                   | Vídeo del año                     | "El Profe"                       | Nominado  |
| 2006 | Premios MTV                   | Mejor grupo o dúo                 | Miranda!                         | Nominado  |
| 2007 | Premios MTV                   | Mejor grupo o dúo                 | Miranda!                         | Nominado  |
| 2007 | Premios MTV                   | Mejor artista pop                 | Miranda!                         | Nominado  |
| 2007 | Premios MTV                   | Mejor artista — sur               | Miranda!                         | Nominado  |
| 2007 | 40 Principales                | Mejor artista argentino           | Miranda!                         | Ganador   |
| 2008 | 40 Principales                | Mejor artista argentino           | Miranda!                         | Nominado  |
| 2008 | Premios MTV                   | Artista del año                   | Miranda!                         | Nominado  |
| 2008 | Premios MTV                   | Mejor grupo o dúo                 | Miranda!                         | Nominado  |
| 2008 | Premios MTV                   | Mejor artista pop                 | Miranda!                         | Nominado  |
| 2008 | Premios MTV                   | Mejor artista — sur               | Miranda!                         | Ganador   |
| 2009 | Premios MTV                   | Mejor artista pop                 | Miranda!                         | Nominado  |
| 2009 | Premios MTV                   | Mejor artista — sur               | Miranda!                         | Ganador   |
| 2009 | 40 Principales                | Mejor artista argentino           | Miranda!                         | Nominado  |
| 2010 | 40 Principales                | Mejor artista argentino           | Miranda!                         | Nominado  |
| 2010 | Premios Carlos Gardel         | Mejor álbum grupo pop             | Es imposible!                    | Ganador   |
| 2011 | Premios Quiero                | Video pop                         | Ritmo y decepción                | Nominado  |
| 2011 | Premios Quiero                | Video banda                       | Ya lo sabía                      | Nominado  |
| 2011 | Premios Quiero                | Director                          | Leonardo Damario por Ya lo sabía | Ganador   |
| 2011 | 40 Principales                | Mejor artista argentino           | Miranda!                         | Nominado  |
| 2012 | Premios Carlos Gardel         | Mejor álbum grupo pop             | Magistral                        | Ganador   |
| 2012 | Kids Choice Awards Argentina  | Canción favorita                  | Ya lo sabía                      | Nominado  |
| 2013 | Top Pop The U-Mix Show Disney | U-Mix Hit                         | Ya lo sabía                      | Ganador   |
| 2013 | Premios Quiero                | Mejor video pop                   | Puro Talento                     | Nominado  |
| 2013 | Premios Quiero                | Mejor video banda                 | Puro Talento                     | Ganador   |
| 2014 | MTV Europe Music Awards       | Mejor artista latinoamericano sur | Miranda!                         | Ganador   |
| 2014 | MTV Europe Music Awards       | Mejor artista latinoamericano     | Miranda!                         | Nominado  |
| 2015 | Premios Carlos Gardel         | Mejor álbum del año               | Safari                           | Nominado  |
| 2015 | Premios Carlos Gardel         | Mejor álbum grupo pop             | Safari                           | Ganador   |
| 2015 | Premios Carlos Gardel         | Mejor canción del año             | Fantasmas                        | Nominado  |
| 2015 | Premio Konex                  | Grupo de pop                      | Trayectoria última década        | —         |
| 2017 | Premios Grammy Latino         | Mejor Álbum Pop/Rock              | Fuerte                           | Nominado  |
| 2024 | Premios Carlos Gardel         | Mejor álbum grupo pop             | Hotel Miranda!                   | Ganador   |
| 2024 | Premios Carlos Gardel         | Gardel de Oro                     | Hotel Miranda!                   | Ganador   |